# Aphantopus arcuata
Aphantopus arcuata är en fjärilsart som beskrevs av Zusanek 1925. Aphantopus arcuata ingår i släktet Aphantopus och familjen praktfjärilar. Inga underarter finns listade i Catalogue of Life.